# Балаж, Бела
Бела Балаж (венг. Balázs Béla; наст. имя и фамилия Герберт Бауэр, венг. Bauer Herbert, 4 августа 1884, Сегедин — 17 мая 1949, Будапешт) — венгерский писатель, поэт, драматург, сценарист, теоретик кино; доктор философских наук.

## Биография
Из еврейской семьи. В возрасте шести лет переехал с семьёй в Левочу ныне в восточной Словакии, но после смерти отца, учителя гимназии и филолога Симона Бауэра, с матерью вернулся в Сегед. В 1902 году поступил в Будапештский научный университет имени Петера Пазманя. В общежитии Коллегиума Лоранда Этвёша его соседом по комнате был будущий композитор Золтан Кодай. Окончив университет в 1906 году, отправился продолжать учёбу за границей. Так, в Берлинском университете он посещал лекции Георга Зиммеля и других всемирно известных учёных. В Берлине одновременно работал над своей первой книгой — «Эстетикой смерти» (венг. Halálesztétika)
Первая публикация его стихов состоялась в 1908 году в антологии «Завтра» (венг. Holnap Antológia). В то время был последовательным поэтом-символистом, печатался в основанном Эндре Ади журнале «Запад» (венг. Nyugat). В 1909 на сцене поставлено его первое драматическое произведение — пьеса «Доктор Маргит Сельпаль» (венг. Doktor Szélpál Margit). В 1910 написал одноактную драму-мистерию в стихах «Замок герцога Синяя Борода». По замыслу автора, пьеса была не только самостоятельным произведением, но и готовым оперным либретто для Золтана Кодая. Однако присутствовавший при чтении пьесы Бела Барток был настолько захвачен этим замыслом, что Балаж отдал этот текст ему. Так появилась единственная опера Бартока.
В 1911—1912 годах путешествовал по Европе, жил в Италии, Париже и Берлине; в это же время вышли первые сборники его стихов. В 1914 году добровольцем ушёл на фронт; его военные дневники, рисующие мрачные картины ужасающих армейских будней, увидели свет в 1916 году. Балаж, близко знакомый с большинством деятелей Венгерской коммунистической партии и участвовавший в «Воскресном кружке» Дьёрдя Лукача, наряду с такими деятелями венгерской культуры, как Бела Фогараши, Фредерик Антал, Арнольд Хаузер, приветствовал установление в Венгрии советской власти, вошёл в состав Директории революционных писателей и работал в Наркомате просвещения Венгерской советской республики. После разгрома режима эмигрировал из страны, выехав, подобно многим другим венгерским социалистам, в Вену, где сотрудничал в целом ряде немецко- и венгерскоязычных изданий, издавал поэзию, а также труды по киноведению (включая «Видимого человека»).
С 1926 года жил и работал в Берлине, где сотрудничал с Георгом Вильгельмом Пабстом и Эрвином Пискатором. Вступил в Коммунистическую партию Германии. В 1932 году совместно с Лени Рифеншталь поставил фильм «Голубой свет». В конце 1932 года по приглашению кинофабрики «Межрабпомфильм» приехал в Москву. В 1933 году совместно с Н. Лойтером работал над экранизацией романа Белы Иллеша «Тисса горит» о венгерской революции 1919 года. Однако фильм на экраны не вышел. Балаж остался в Москве. Преподавал в институте кинематографии.
С 1938 года — ведущий сотрудник газеты «Новый голос» (венг. Új Hang), издававшейся в Москве на венгерском языке.
В эти годы формировались его реалистические позиции, которые отразились в таких произведениях, как роман «Невозможные люди» (1930, на немецком языке, русский перевод вышел в 1930, а венгерская версия — в 1965 году), автобиографический роман «Юность мечтателя» (1948), пьеса «Моцарт» (1941), сборники стихов «Лети, моё слово» (1944), «Мой путь» (1945; премия имени Кошута, 1949).
Балаж уделял немало внимания киноискусству. Ему принадлежат книги о кино «Видимый человек» (1924, на немецком языке, русский перевод опубликован в 1925, а венгерский вариант, «Látható ember», — в 1958 году), «Дух фильма» (1930, на немецком языке, русский перевод 1935 года), «Искусство кино» (1945).
Балаж — автор нескольких киносценариев. Он был одним из сценаристов таких фильмов, как «Трёхгрошовая опера» Г. В. Пабста по пьесе Бертольта Брехта, «Голубой свет» Лени Рифеншаль (1932), «Где-то в Европе» (1947, режиссёр — Геза фон Радваньи).
Был близким другом философа-марксиста Дьёрдя Лукача.

### Семья
- Отец — Симон Бауэр, преподаватель и переводчик.
- Мать — Йенни Бауэр (урождённая Леви), учительница.
- Брат — Эрвин Бауэр, советский биолог-теоретик.
- Сестра — Хильда Бауэр[венг.] (1887—1965), педагог.

## Бела Балаж и теория кино
В своей работе «Кино» Жиль Делёз назвал Балажа первопроходцем в исследовании лица и крупного плана. Взгляд в зеркало, лицо и крупный план стали аналитическим фокусом кинотеории только в 60-70 годы, однако первым, кто обратил на это внимание был именно Бела Балаж в своей книге «Видимый человек. Очерки драматургии фильма», вышедшей в 1924 году. В ней он подчеркнул важность крупного плана: «В каждом действительно художественном фильме драматическая развязка чаще всего дается такого рода мимическим диалогом крупного плана». В предисловии к своей главной работе, связанной с кино, Балаж активно отстаивает право кино быть искусством, обращаясь как к судьям искусства (философам), так и к теоретикам и практикам. Таким образом он защищает свою теорию от обвинений как в популизме, так и в элитаризме, стремясь донести свою главную идею — кино способно вновь сделать человека и его мир «видимым». Балаж считает, что изобретение книгопечатания изменило мировую культуру — если до повсеместного использования журналов и книг культура была в первую очередь визуальной, то теперь она стала письменной. Роль письменности для Балажа скорее негативная, ведь она отчуждает человека от выразительности лица и тела: «Все человечество снова начинает учиться позабытому языку гримас и жестов. Перед нами — не словесный суррогат, язык глухонемых, но — зрительная корреспонденция непосредственно воплотившейся психики».
Таким образом, раннее немое кино возвращает нас к эпохе великих кафедральных соборов и традиции религиозной живописи. С другой стороны такие заявления Балажа можно расценить как некое преддверие визуального поворота с его вниманием к иконичности, как об этом пишут историки искусства и исследователи визуальных медиа. Кино помогает нам сново построить мост между человеческим существованием и прямой коммуникацией, опираясь целиком на современные технологии. Крупный план не только позволяет зрителю увидеть мир по-новому, но и посмотреть как будто «в зеркало» (лицо Другого). Фильм не дает нам прямых психологических пояснений, но даже микродвижение на лице человека может стать ключом к пониманию этого человека или его перевоплощению. Также Балаж много внимания уделяет физиогномике, применяя ее не только к живым людям, но и к ландшафтам и объектам.
Хоть идеи Балажа шли несколько в разрез с современными ему кинотеоретиками (Кулешов, Эйзенштейн), тем не менее через полвека после издания «Видимого человека», теория крупного плана Балажа была признана и повлияла в том числе на феминистскую теорию кино.

## Творчество

### Избранные публикации на русском языке
- Балаш Б. Карл Бруннер : [Для средн. и старш. возраста] / Авториз пер. с нем. Н. Фридланд. — М.; Л.: Детиздат, 1936. — 136 с. — 218 000 экз.
  - . — М.; Л.: Детиздат, 1937. — 133 с. — 20 300 экз.
  - . — М.; Л.: Гос. изд. детск. лит., 1941. — 112 с.
- Балаш Б., Трахтенберг Н. Карл Бруннер : Пьеса в 4 актах, 10 карт. — М.: Искусство, 1937. — 81 с. — 1000 экз.
  - Балаш Б. Карл Бруннер : Пьеса в 4 актах, 10 карт / Обработка Н. Трахтенберга. — М.: Искусство, 1939. — 82 с. — 675 экз.
- Балаш Б. Карчи Бруннер : Повесть : [Для средн. возраста] = Brunner Karesč kalandija / Пер. с венг. Б. Гейгер. — М.: Дет. лит., 1972. — 167 с. — 50 000 экз.
- Балаш Б. Видимый человек : Очерки драматургии фильма / Пер. с нем. К. И. Шутко. — М.: Всерос. пролеткульт., 1925. — 88 с.
- Балаш Б. Возвращение на родину : Драма в 2 д / Пер. с венг. В. Коростылева. — М.: Отд. распространения драм. произведений ВУОАП, 1970. — 58 с. — 120 экз.
- Балаш Б. Генрих начинает борьбу : [Повесть : Для мл. возраста] / Пер. И. М. Бархаша. — М.; Л.: Детиздат, 1938. — 88 с. — 50 300 экз.
  - . — М.; Л.: Детгиз, 1941. — 78 с.
  - Генрих начинает борьбу : Книга для  чтения на нем. яз. в VI классах (Четвёртый год обучения) = Heinrich beginnt den Kampf. — М.: Учпедгиз, 1952. — 94 с. — 100 000 экз.
- Балаш Б. Дух фильмы : [Достижения немого и звукового кино и перспективы развития : Кинодраматургия и др.] / Авториз. пер. с нем. Н. Фридланд. — М.: Гослитиздат, 1935. — 198 с. — 3000 экз.
- Балаш Б. Живая лазурь : Рассказ : [Для детей сред. возраста] = Das richtige Himmelblau / Пер. с нем. А. Петрова. — М.; Л.: Гос. изд-во, 1928. — 56 с. — 10 000 экз.
- Балаш Б. И наши горы борются вместе с нами. — М.: Воениздат, 1941. — 18 с. — (Б-ка красноармейца).
- Балаш Б. Искусство кино. — М.: Госкиноиздат, 1945. — 203 с. — 5000 экз.
- Балаш Б. Карл, где ты? : [Для средн. и старш. возраста] / Авториз пер. с нем. Н. Фридланд. — М.; Л.: Гос. изд. детской литературы, 1941. — 166 с.
- Балаш Б. Кино : Становление и сущность нового искусства = Der Film / Пер. с нем. — М.: Прогресс, 1968. — 328 с. Архивировано 27 марта 2013 года.
- Балаш Б. Культура кино. — Л.; М.: Гос. изд-во, 1925. — 96 с.
- Балаш Б. Любовь земная и небесная : Комедия в 4-х д. с прологом / Авториз. пер. с нем. Н. Ман. — М.: Всес. упр. по охране автор. прав, 1944. — 66 с. — 200 экз.
  -  / Авториз. пер. с венг. Н. Ман. — М.; Л.: Искусство, 1945. — 159 с. — 3000 экз.
- Балаш Б. Моцарт : Пьеса в 3 актах / Авториз. пер. с нем. А. Оленина, Д. Уманского. — М.: Искусство, 1938. — 124 с. — 450 экз.
  - Моцарт : Пьеса в 4 д., 7 карт. — М.; Л.: Искусство, 1940. — 60 с. — 2000 экз.
- Балаш Б. Невозможные люди : Роман = Unmögliche Leute / Пер. с нем. Н. Фридланд. — Л.: Прибой, 1930. — 334 с. — 4000 экз.
- Балаш Б. Песнь возмездия : [Для сред. и ст. возраста]. — М.; Л.: Гос. изд. детской литературы, 1948. — 32 с.
- Балаж Б. Сказка о музыканте (1907) / Пер. А. Банченко // Звезда. — 2011. — № 3.
- Балаш Б. Солдат Зедельмейер : [Пьеса в 1 д.] / Пер. В. Финка. — М.: Всес. упр. по охране автор. прав, 1943. — 14 с. — 500 экз.
- Балаш Б. [Стихи] // Антология венгерской поэзии. — М.: Гослитиздат, 1952. — 563 с. — 10 000 экз.
- Балаш Б. [Стихи] // Венгерская революционная поэзия : [Сб. стихотворений] / Пер. С. С. Заяицкого. — М.; Л.: Гос. изд., 1925. — 176 с. (Современная иностр. б-ка)
- [Балаж Б.] [Стихи, дневниковые записи] // In memoriam Nyugat : те: 1908—1919 : страницы одного журнала : стихи. Публицистика / Пер. с венг. М. Цесарской. — М.: Водолей Publishers, 2009. — ISBN 978-5-9796-0136-6.
- Балаш Б., Блейман М., Брик О., Виноградская К., Ермолинский С., Зархи Н., Каплер А., Туркин В. Как мы работаем над киносценарием. — М.: Кинофотоиздат, 1936. — 136 с. — 4000 экз.
- Балаш Б. Das Märchen vom richtigen Himmelblau. — М.: Изд. лит. на иностр. яз., 1957. — 59 с. — (Учеб. серия для нач. чтения). — 60 000 экз.
  - . — 2-е изд. — М.: Изд. лит. на иностр. яз., 1960. — 61 с. — 35 000 экз.
  - . — 3-е изд. — М.: Высш. школа, 1964. — 59 с. — 59 000 экз.